# 중국줄무늬목거북
중국줄무늬목거북(보석거북, 花亀, 학명: Mauremys sinensis)은 거북목 돌거북과에 속하는 담수거북이다.
중국 남부지역 및 대만, 베트남 일부지역에 서식하는 거북으로, 인공번식되는 개체 수가 많고 가격이 저렴해 국내에서 가장 쉽게 구할 수 있는 반수생종 거북 가운데 하나이다. 최근에 대한민국에 많은 개체가 정월대보름 방생용 및 애완용으로 수입, 방생됨으로써 일부 하천에서 가끔 발견할 수 있다. 원래 중국 남부의 열대지역에서 서식하던 거북이기에 한국의 추운 겨울에는 대부분 동사하지만, 최근 한 연구진의 관찰에 의하면 한반도 남부의 일부 따뜻한 지역에서는 비교적 정착한 것으로 보인다.

## 특징

### 생김새
어릴 때는 등에 세 갈래의 용골이 선명하게 선을 이루고 있지만, 성장함에 따라 등갑의 색상이 갈색이나 고동색으로 짙어지면서 희미해진다. 체형 역시 어릴 때는 납작하지만 성장하면 등갑이 조금씩 위로 용기한다. 꼬리는 다른 반수생종과 비교하였을 때, 특이하게 길다는 것이 특징이다. 그리고 복갑에는 인판마다 검정 얼룩무늬가 있으며, 아래쪽에서 보면 몸의 가장자리를 따라 원형의 무늬가 줄지어 있다. 그러나 목과 다리 부분의 선명한 줄무늬가 본종을 다른 종과 구분하게 하는 가장 뚜렷한 외형상 특징이라고 할 수 있다. 또 성체 기준으로 수컷은 20Cm 내외, 암컷은 25Cm 내외로 암컷이 더 크게 자란다.

### 습성 및 번식
중국줄무늬목거북은 연못, 운하, 물이 느리게 흐르는 강가와 같은 저지대의 수역을 선호한다. 이 거북은 적절한 기후를 가진 지역으로 귀화되기 때문에 침입의 위험을 감수할 때 기후가 매우 중요하다.
짝짓기가 끝나면 암컷 거북은 5~20개의 알들을 낳고, 60 여일이 지나면 부화한다.

## 분포
중국의 하이난성·광동성·푸젠성, 타이완 및 베트남 북부·중부에서 발견된다. 토레 플라비아 습지대(이탈리아 중부 해안)에는 새끼가 나타나는데, 이로 인해 지역 개체들이 귀화하는 것으로 여겨진다.

## 사육 시

### 사육 환경
피부가 예민한 편이므로 수질이 나쁘면 질병에 노출되기 쉽고, 일단 질병에 걸리면 급격하게 약화되는 경향이 있다. 자연에서는 깨끗한 늪지나 민물에 서식하기 때문에 다른 반수생종 거북보다 수온과 수질에 상당히 민감한 종으로 수질을 항상 청결하게 유지해야 한다. 27도 정도의 깨끗한 수질이 제공되면 상당히 활발하게 움직이는 모습을 볼 수 있다. 또 일광욕을 즐기기 때문에 몸을 말릴 수 있는 육지를 조성해주는 것이 좋다.

### 합사
다른 반수생종에 비해 꼬리가 길기때문에 합사를 하게 되면 다른 개체에게 꼬리를 물려 상처를 입는 경우가 많다. 꼬리는 재생하지 않는다. 게다가 온순하고 소극적인 성격이기 때문에 합사는 신중히 결정해야 하고, 합사 후에도 지속적인 모니터링이 필요하다.

## 참고문헌
- Buskirk, James R.; Parham, James F. & Feldman, Chris R. (2005): On the hybridisation between two distantly related Asian turtles (Testudines: Sacalia × Mauremys). Salamandra 41: 21–26. PDF fulltext[깨진 링크]
- Keightley (1979): Sources of Shang History: The Oracle-Bone Inscriptions of Bronze Age China. David N. Keightley. University of California Press. 1979.
- Spinks, Phillip Q.; Shaffer, Bradley H.; Iverson, John B. & McCord, William P. (2004) : "Phylogenetic hypotheses for the turtle family Geomydidae". Molecular Phylogenetics and Evolution 32, 164–182. Academic Press, Cambridge:MA.
- Tien-Hsi Chen, & Kuang-Yang Lue. (2008). Home ranges and movements of the Chinese stripe-necked turtle (Ocadia sinensis) in the Keelung River, northern Taiwan. Amphibia-Reptilia, 29(3), 383–392.